# Elie Samaha
Elie Samaha (* 10. Mai 1955 in Beirut, Libanon) ist ein Filmproduzent.

## Leben und Wirken
Sein Debüt als Produzent im Filmgeschäft gab Elie Samaha im Jahre 1995 mit dem Thriller Gunpower, unter anderem mit Eric Roberts und Joe Pantoliano in den Hauptrollen. Vornehmlich produziert er B-Filme wie etwa The Foreigner – Der Fremde aus dem Jahre 2003, aber auch Filme wie Tristan & Isolde (2006) gehören zu seinem Repertoire. Er fungiert als Produzent wie auch als ausführender Produzent.
Im Jahre 2001 wurde er für den Science-Fiction-Film Battlefield Earth – Kampf um die Erde in der Kategorie Schlechtester Film mit der Goldenen Himbeere ausgezeichnet. Im darauf folgenden Jahr wurden die von ihm produzierten Filme Driven und Crime is King ebenfalls in dieser Kategorie für diesen Negativpreis nominiert. 
Zu den Schauspielern, deren Filme er regelmäßig produziert, gehören Steven Seagal, Dolph Lundgren sowie Tia Carrere. Mit letzterer war er von 1992 bis in das Jahr 2000 verheiratet.

## Filmografie (Auswahl)
- 1996: Lethal Point – Zwei gnadenlose Profis (Hollow Point)
- 1997: Hate – Haß (Natural Enemy)
- 1997: Der Macher (The Maker)
- 1997: American Perfect
- 1997: Showdown (Top of the World)
- 1998: Break Up – Nackte Angst (Break Up)
- 1998: The Sweeper – Land Mines (Sweepers)
- 1998: Free Money
- 1999: The Confession – Das Geständnis (The Confession)
- 1999: A Murder of Crows – Diabolische Versuchung (A Murder of Crows)
- 1999: Der blutige Pfad Gottes (The Boondock Saints)
- 1999: The Big Kahuna – Ein dicker Fisch (The Big Kahuna)
- 2000: Gefühle, die man sieht (Things You Can Tell Just by Looking at Her)
- 2000: Mercy – Die dunkle Seite der Lust (Mercy)
- 2000: Keine halben Sachen (The Whole Nine Yards)
- 2000: Battlefield Earth – Kampf um die Erde (Battlefield Earth: A Saga of the Year 3000)
- 2000: Get Carter – Die Wahrheit tut weh (Get Carter)
- 2001: Das Versprechen (The Pledge)
- 2001: The Caveman’s Valentine
- 2001: Heist – Der letzte Coup (Heist)
- 2001: Crime is King (3000 Miles to Graceland)
- 2001: Driven
- 2001: Angel Eyes
- 2001: Plan B
- 2002: Avenging Angelo
- 2002: City by the Sea
- 2002: Halbtot – Half Past Dead (Half Past Dead)
- 2003: The Foreigner – Der Fremde (The Foreigner)
- 2003: Ein ungleiches Paar (The In-Laws)
- 2003: Alex & Emma
- 2004: Spartan
- 2004: Keine halben Sachen 2 – Jetzt erst recht! (The Whole Ten Yards)
- 2004: Out of Reach
- 2005: Into the Sun – Im Netz der Yakuza (Into the Sun)
- 2006: Tristan & Isolde
- 2006: Rescue Dawn
- 2007: The Flock – Dunkle Triebe (The Flock)
- 2007: Anna Nicole
- 2008: Impulse – Tödliche Begierde (Impulse)
- 2008: Columbus Day – Ein Spiel auf Leben und Tod (Columbus Day)
- 2009: Mein Vater, seine Frauen und ich (The Six Wives of Henry Lefay)